# Vangueria cyanescens
Vangueria cyanescens är en måreväxtart som beskrevs av Robyns. Vangueria cyanescens ingår i släktet Vangueria och familjen måreväxter. Inga underarter finns listade i Catalogue of Life.